# 宝东镇
宝东镇，是中华人民共和国黑龙江省鸡西市虎林市下辖的一个乡镇级行政单位。

## 行政区划
宝东镇下辖以下地区：
宝东村、宝兴村、共乐村、凉水村、兴华村、东兴村、平原村、太和村、太兴村、太山村、正义村和联义村。